# لوتی گلدن
لوتی گلدن (زاده ۲۷ نوامبر ۱۹۴۹) خواننده، ترانه‌سرا، تهیه‌کننده، شاعر و هنرمند آمریکایی است. گلدن بیشتر برای اولین آلبومش در سال ۱۹۶۹ موتور سیکلت در آتلانتیک رکوردز شناخته شده‌است.
لوتی گلدن در منهتن از خانواده سی (سیمور) گلدن و آنیتا گلدن (نام دختر کوهن) بزرگتر از دو دختر به دنیا آمد. پدر و مادر گلدن، یک زوج بسیار خوش تیپ و شیک، از علاقه مندان پرشور جاز و علاقه مندان به فیلم خارجی بودند. گلدن از سنین پایین به صدای بیلی هالیدی و جان کولترین جذب شد.